# Dorsum

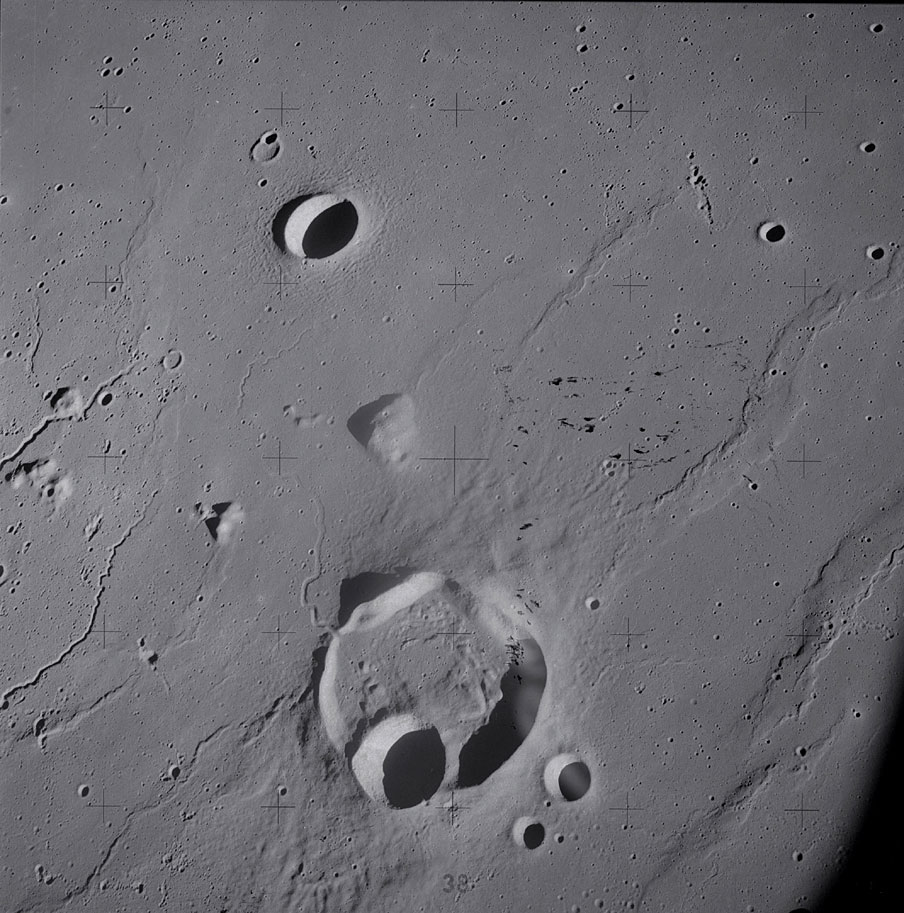
Cratera lunar Krieger e vizinhanças.

Dorsum, termo em latim, ou Dorsa (plural) é uma pequena crista sinuosa típica formada na superfície dos mares lunares. Dorsas são características tectônicas criadas por lavas basálticas que resfriaram e se contrairam. Eles são frequentemente estruturas de contorno do anel enterrado dentro dos mares e seguem padrões circulares que define os mares, ou se cruzam picos salientes. Também são chamadas de veias devido a sua semelhança com as veias que se sobressaem sob a pele.
A União Astronômica Internacional utiliza nomes de pessoas para identificar as dorsas lunares, assim a Dorsa Burnet foi nomeada em homenagem a Thomas Burnet e a Dorsa Owen em homenagem a George Owen de Henllys. Dorsas também podem ser encontradas em Marte, como por exemplo a Chryse Planitia, como também em Mercúrio, em vários outros asteroides observados por espaçonaves, e em algumas luas de Júpiter e Saturno.